# Корчагин, Павел Анатольевич
Па́вел Анато́льевич Корча́гин (род. 24 мая 1960, Пермь) — российский региональный историк и краевед, педагог, специалист по истории и археологии Урала, известен как автор ряда археологических находок, сделанных при раскопках русских поселений на Урале, относящихся к Средневековью и Новому времени. Основная область научных интересов — комплексное историко-археологическое изучение городов Урала.

## Биография
Павел Анатольевич Корчагин родился в Перми, в микрорайоне Гайва. Его родители работали на строительстве Камской ГЭС.
В 1986 году окончил Пермский государственный университет (ПГУ). Его научными руководителями были профессор В. А. Оборин (руководитель Камской археологической экспедиции) и доцент В. В. Мухин. Работы В. А. Оборина и Б. Н. Миронова оказали значительное влияние на формирование его научных взглядов.
В 1986—1988 годах работал учителем истории в школе № 97, в 1988—1989 годах — старшим лаборантом кабинета археологии на историческом факультете Пермского государственного педагогического института (ПГПУ), в 1989—1991 годах — инженером научно-исследовательского сектора ПГУ, в 1991—1992 годах — ассистентом кафедры истории СССР ПГУ. 15 ноября 1994 года поступил в аспирантуру по специальности «Отечественная история». 15 февраля 1998 года назначен ведущим инженером в компании «Научно-исследовательская часть Пермский государственный университет».
27 декабря 2002 года защитил кандидатскую диссертацию «История Верхотурья (1598—1926). Закономерности социально-экономического развития и складывания архитектурно-исторической среды города».
Впоследствии занимал следующие должности:
- с 1 сентября 2003 года — ассистент кафедры древней и новой истории России ПГУ.
- с 1 января 2004 года — старший научный сотрудник пермского филиала Института истории и археологии УрО РАН; доцент кафедры истории России ПГПУ[2].

## Исследования
В начале 2002 года отряд Камской археологической экспедиции под руководством П. А. Корчагина проводил охранно-археологические исследования на месте прокладки дворового дренажа памятника истории и культуры — административного корпуса Управления Уральской железной дороги, который расположен в квартале № 39 исторического центра Перми (улица Максима Горького, 1). На глубине около 1,5 м были обнаружен пешеходный мост из кирпича и гранитных плит с примыкающей к нему ливневой канализацией. Комплекс сооружений был датирован концом XVIII — началом XIX века. Предположительно, он был построен в 1804—1805 годах по проекту и под руководством известного инженера и губернатора Пермской губернии Карла Фёдоровича Модераха и является, таким образом, древнейшим известным мостом в городе Перми.
В 2003 году, изучая архивы В. Н. Татищева, П. А. Корчагин обнаружил свидетельства того, что Егошихинский медеплавильный завод, дата открытия которого считается днём основания города Перми, возможно начал свою деятельность не в 1723 году, как считалось ранее, а в 1722 году.
В июле 2003 года при раскопках площадки на месте бывшей конюшни Егошихинского завода, П. А. Корчагин обнаружил фрагменты голландской курительной трубки первой четверти XVIII века, предположительно принадлежавшей Татищеву. Также при раскопках найдены фарфоровый солдатик в форме середины XVIII века и монеты второй половины XVIII века.
Также П. А. Корчагин участвовал в работах по восстановлению могил на Егошихинском кладбище, где похоронены многие исторические личности Перми. В частности, в 2003 году начались работы по раскопке и восстановлению усыпальницы, где похоронены отец и сын Смышляевы: Дмитрий Емельянович и Дмитрий Дмитриевич.

## Публикации

### Книги
- Нижний Чусовской городок: Каталог археологической коллекции. Ильинский, 1994. (соавт. Оборин В. А., Мельничук А. Ф., Соколова Н. Е.)
- Верхотурский деревянный кремль XVII в.: опыт комплексной реконструкции. // Верхотурский край в истории России. Екатеринбург, 1997. (соавт. Угрюмова Е. А.)
- История Верхотурья. Краткий библиографический указатель. // Верхотурский край в истории России. Екатеринбург, 1997
- История города Верхотурья (1598—1926). Закономерности социально-экономического развития и складывания архитектурно-исторической среды города. Екатеринбург, 2001.
- П. А. Корчагин. Губернская столица Пермь. — Пермь, 2006 год.

### Статьи
- К вопросу о реконструкции деревянных оборонительных сооружений в г. Верхотурье // IX Октябрьские чтения. Тезисы докладов. Пермь, 1990. С. 30—31.
- Бабиновская дорога; историография и новый этап исследования // Проблемные вопросы истории, культуры, образования, экономики Северного Прикамья (Материалы Всероссийской научно-практической конференции). Березники, 1994. С. 29-31.
- Объективные основы периодизации истории системной городской сети и отдельных городов // История и культура провинциальных городов Прикамья. — Материалы тезисов и сообщений Всероссийской научно-практической конференции. Березники, 1995. С. 159—162.
- Опыт археологического исследования уральского исторического города XVIII — первой половины XIX вв. (Егошихинский завод — губернская Пермь) // Историко-культурное наследие городов и городских поселений Урала. Пермь, 1995. С. 31—40. (соавт. Мельничук А. Ф., Соколова Н. Е.)
- Застывшая история. Легенды и были Верхотурского кремля // Уральское краеведение. Екатеринбург, 1996. С. 67—72.
- Этноархеология или археология нового времени? // Интеграция археологических и этнографических исследований. Омск-Уфа, 1997. С. 74-77. (соавт. Мельничук А. Ф.)
- Археологическое изучение исторического центра города Перми XVIII -первой половины XIX века // Интеграция археологических и этнографических исследований. Омск-Уфа, 1997. С. 77-80. (соавт. Мельничук А. Ф., Соколова Н. Е.)
- Социально-экономическое развитие г. Верхотурья в конце XVI — начале XX в. // Традиционная народная культура населения Урала. Материалы международной научно-практической конференции. Пермь, 1997. С. 148—155. (соавт. Пигалева С. В.)
- Новые документы по истории Верхотурья XVII—XVIII вв. // Культурное наследие российской провинции: история и современность. К 400-летию г. Верхотурья. Тезисы докладов и сообщений всероссийской научно-практической конференции. Екатеринбург, 1998. С. 195—200.
- Методология и методика комплексного исторического исследования городов Урала. // Культурное наследие российской провинции: история и современность. К 400-летию г. Верхотурья. Тезисы докладов и сообщений всероссийской научно-практической конференции. Екатеринбург, 1998. С. 195—200.
- История Николаевского монастыря в г. Верхотурье и перестройка его экономики в XIX в.: периодические закономерности развития. // Исследования по истории и археологии Урала. Пермь, 1998. С. 184—200.
- История города Верхотурья. // Археологические и исторические исследования г. Верхотурье. Екатеринбург, 1998. С. 26-58.
- «Росписной список» кремля и гостиного двора Верхотурья 1777 г. // Археологические и исторические исследования г. Верхотурье. Екатеринбург, 1998. С. 58-67.
- Организация водоснабжения и дренажа в поселке Егошихинского медеплавильного завода — Перми в XVIII—XIX вв. // XIV Уральское археологическое совещание (21-24 апреля 1999 г.) Тезисы докладов. Челябинск, 1999. С. 196—197.
- Из истории Чердынского Успенского женского монастыря. // Чердынь и Урал в историческом и культурном наследии. Материалы научной конференции, посвященной 100-летию Чердынского краеведческого музея им. А. С. Пушкина. Пермь, 1999. С. 92-97. (соавт. Мельничук А. Ф., Оборин В. А.)
- Археологическое изучение усадьбы конца XVII в. в г. Верхотурье. // Интеграция археологических и этнографических исследований. М.-Омск, 1999. С. 146—148.
- Археология нового времени: проблемы терминологии и методологии. // Историко-культурное наследие: новые открытия, сохранение, преемственность. Материалы Всероссийской научно-практической конференции. Березники, 1999. С. 23-26.
- Археологическое изучение исторических городов позднего средневековья и нового времени в Прикамье. // Историко-культурное наследие: новые открытия, сохранение, преемственность. Материалы Всероссийской научно-практической конференции. Березники, 1999. С. 41-43. (соавт. Головчанский Г. П.)
- Интеграция в рамках исторических дисциплин: горизонты и ограничения. // Российская археология: достижения XX и перспективы XXI в. Ижевск, 2000. С. 173—176.
- Археологическое наследие. // Состояние и охрана окружающей среды Пермской области в 1998 г. (Материалы к государственному докладу о состоянии окружающей среды РФ в 1998 г.) Пермь, 1999.
- Некоторые вопросы методологии, методики и организации комплексных историко-археологических исследований в городах Урала. // Охранные археологические исследования на Среднем Урале. Екатеринбург, 1999. С. 210—222.
- Историко-археологическое изучение г. Перми конца XVIII — первой половины XIX в. // Оборинские чтения: Материалы археологических конференций. Выл. 1. Пермь, 2000. С. 52-72. (соавт. Мельничук А.Ф Соколова Н. Е.)
- Верхотурье в конце третьей четверти XVII в.: история и социальная топография // Пермское Прикамье в истории Урала и России: материалы Всероссийской научно-практической конференции. Березники, 2000.
- Каменный век // CD: Пермская область. Энциклопедия. Пермь. 2000.
- Энеолит и эпоха бронзы // CD: Пермская область. Энциклопедия. Пермь. 2000.
- Железный век // CD: Пермская область. Энциклопедия. Пермь. 2000.
- Позднее средневековье и новое время. // CD: Пермская область. Энциклопедия. Пермь. 2000.
- История археологических исследований в Прикамье. // CD: Пермская область. Энциклопедия. Пермь. 2000.
- Камская археологическая экспедиция. // CD: Пермская область. Энциклопедия. Пермь. 2000.
- Пермский звериный стиль. // CD: Пермская область. Энциклопедия. Пермь. 2000.
- Комплексные исторические реконструкции как метод исследования // Интеграция археологических и этнографических исследований. Нальчик-Омск, 2001. С. 31-34.
- Проблемы и перспективы археологии позднего средневековья, нового и новейшего времени на Урале // Пермский регион: История, современность, перспективы. — Материалы международной научно-практической конференции. — Березники, 2001. С. 65-69. (соавт. Мельничук А. Ф.)
- Археологические исследования деревянных укреплений города Верхотурья XVII века // Археология и этнография Среднего Приуралья. Вып.1. Березники, 2001. С. 167—174.
- Образ провинциального города: иконография Перми XX в. // Периферийность в культуре XX века. Материалы Всеросс. науч-практ. конф. 27-28 июня 2001 г. Пермь, 2001. С. 215—220. (соавт. Тавризян Ю. Б.)
- Датирующие свойства медной монеты России XVII—XIX вв. // Оборинские чтения: Материалы археологической конференции. Вып. 2. Пермь, 2002. С. 59-64.
- Периодические закономерности динамики производства медеплавильных заводов Урала XVIII—XIX вв. // Материалы VIII конференции Ассоциации «История и компьютер», Санкт-Петербург, 26-29 июня 2002 г. Информационный бюллетень Ассоциации «История и компьютер»;. М., 2002. С. 50-53.
- Археологическое исследование усадебных построек первой трети XVIII в. поселка Егошихинского завода — Перми // Международное (XVI Уральское археологическое совещание. Матер. междунар. науч. конф. 6-10 октября 2003 г. Пермь, 2003. С. 160—162.
- Древний Искор: от язычества к православию (по материалам археологических раскопок 2001—2003 гг.) // Чердынский край: прошлое и настоящее: Материалы научных конференций. Чердынь, 2003. С. 102—107.
- Периодические закономерности провинциального художественного процесса. Пермь XX в. // Информационный бюллетень Ассоциации История и компьютер. № 32. апрель 2004. М.-Томск, 2004. С. 156—157.

### Мультимедиа
- Археология — наука о жизни // Цифровой университет, передача 30.